# Neostilbula ranomafanae
Neostilbula ranomafanae är en stekelart som först beskrevs av Jean Risbec 1952.  Neostilbula ranomafanae ingår i släktet Neostilbula och familjen Eucharitidae. Inga underarter finns listade i Catalogue of Life.